# 51 Arietis
Désignations
51 Arietis est une étoile de la constellation du Bélier. 51 Arietis est sa désignation de Flamsteed. C'est une étoile jaune pâle, difficile à observer à l'œil nu, avec une magnitude apparente de 6,6. Sur la base des mesures de la parallaxe, elle est située à ∼ 69,2 a.l. (∼ 21,2 pc) de la Terre. Elle s'éloigne du Système solaire avec une vitesse radiale héliocentrique de +9,5 km/s et fait partie du groupe mouvant d'IC 2391.
51 Arietis est une naine jaune avec un type spectral G8 V. Similaire au Soleil, elle a 1,04 M☉ et 0,99 R☉. Elle a 1,4 milliard d'années avec une vitesse de rotation lente, montrant une vitesse de rotation projetée de +4 km/s. Sa métallicité atmosphérique est supérieure à celle du Soleil. L'étoile rayonne 92 % de la luminosité du Soleil à partir de sa photosphère à une température effective de 5 666 K.